# 아랍어
아랍어(اللُّغَة الْعَرَبِيَّة 알루가 알아라비야[*] /al.lu.ɣa‿l.ʕa.ra.bij.ja/, الْعَرَبِيَّة 알아라비야[*] /al.ʕa.ra.bij.ja/)는 아프리카아시아어족의 셈어파에 속하는 언어 중 하나로, 주로 서아시아 및 북아프리카의 아랍권에서 사용된다. 
아랍어는 아프리카, 아라비아 반도 등의 아랍 세계에서 약 3억 명이 사용하며 UN 공용어 6개 중 하나이다. 아랍어의 통제기관으로는 시리아 다마스쿠스에 위치한 아랍어 아카데미, 이집트 카이로에 있는 카이로 아랍어학원을 비롯해서, 몇 국가에 설치된 아랍어 아카데미가 그 구실을 수행한다. 이 기관들은 과학 분야를 제외한 외국어의 차용을 가능한 한 제한해, 새로운 개념이 들어올 때 낱말의 의미를 확대해서 기존 아랍어 낱말로 대응하는 경향이 강하다.
표기로 아랍 문자를 사용하여 표기하며, 형태론적으로는 굴절어에 속한다. 아랍어의 대다수의 단어는 기본 세 글자의 자음을 어근을 바탕으로 한다. 이 바탕에 모음 및 접두사, 접미사, 접요사가 부가되어, 여러 어휘를 파생하거나 활용이 이뤄진다.

## 역사
셈어족에 속한 아랍어는 남서셈어에서 발달되었다. 같은 셈어족에 속하는 바빌로니아어, 아시리아어, 페니키아어는 사어가 되었으며 아람어는 시리아와 이라크, 몰타의 일부 지방에서 보존되고 있다. 남서셈어는 아라비아 반도 히자즈 지역을 중심으로 유목 생활을 했던 유목민들의 북방어와 농경 생활을 하던 예멘의 남방어로 나뉘어 있었다. 그러나 마리브 댐(مأرب)이 유실되면서 예멘인들이 히자즈 등 아라비아반도 북부로 이동하게 되었고, 북방어인 히자즈어(أللغة الحجاز رية)가 예멘인들을 비롯한 주변 부족들의 언어와 섞이게 되었다. 한편 쿠라이시족은 메카의 시장을 장악하였다.
아랍어의 모체인 쿠라이시족의 말은 이슬람 이전 시대의 문학에 쓰였고, 특히 이후 무함마드가 쿠란을 기록하는 데 쓰이면서 아랍 세계의 표준어가 되었다. 이후 사용 지역이 널리 확장된 아랍어는 튀르키예어, 페르시아어, 우르두어, 말레이어, 스와힐리어, 하우사어 등의 인접 언어에 많은 영향을 끼쳤다. 오랜 역사와 넓은 분포를 가진 언어이지만 다른 언어에 비하면 변화가 비교적 보수적이며 매우 점진적이다.

## 종류

### 푸스하
푸스하는 아랍에서 통용되는 공용어로 아랍 문자로 기록된다. 4세기경 아라비아 반도에서 꾸란를 기록하는 데 사용된 언어인 고전 아랍어를 바탕으로 그 기원을 찾으며, 현대에 사용되는 어휘를 추가한 아랍어이다. 이슬람 세계의 출현 및 확대와 함께 북아프리카에 전파되어 현재에 이른다. 아랍 세계의 공용어로 학교 교육에서 가르치는 아랍어는 푸스하이다.
꾸란은 고전 아랍어로 기록되어 있으며 이는 무함마드가 살았던 헤자즈의 아랍어가 많은 영향을 끼친 것으로 보인다. 꾸란에 따르면 이슬람을 전파하기 위해 신이 선택한 언어가 아랍어이므로 무슬림은 아랍어를 알라의 언어로 받아들인다. 꾸란은 아랍어로 음운에 맞춰 낭송하는 것을 원칙으로 하며 알라가 내린 언어가 아랍어로 적혀진 꾸란 그 자체인 이유로 이슬람교의 원칙에 따라 꾸란의 번역은 허용되지 않는 것으로 되어 있다. 꾸란 학습 및 암송은 경건한 이슬람 교도라면 반드시 해야 하는 의무로 취급되며 이를 공부하기 위해 필연적으로 아랍어를 읽어야 하기에 아랍어가 공용어가 아닌 지역(터키, 인도, 동남 아시아)의 이슬람권에서도 지식층 사이의 공용어로 통용된다.
이 꾸란을 표기하는데 이용된 문어는 근대에 이르러 간략한 형태로 정련되어 근대 이후 발생한 새로운 개념을 위한 어휘가 대량으로 추가되어 현대에서 사용되는 표준 아랍어 푸스하가 성립됐다. 푸스하는 아랍어에서 공적인 면을 대표하는 언어로 종교 관련 외에, 학술, 서적, 잡지, 신문 등의 문장에서 뿐만 아니라 공적인 장에서의 회화나 TV 뉴스 등 격식이 필요한 곳에서도 쓰이고 있으며 학교에서 배우는 아랍어는 푸스하다.

### 암미야
한편, 일상 생활에서 대화에 사용되는 아랍어는, 암미야이다. 아랍어를 공용어로 사용하는 각국의 각 지역에서 일상 생활에 사용되는 아랍어의 방언이다. 현대의 구어로서의 아랍어는, 국가 및 지역에 따라 다른 방언으로 분화되어 있다. 이들 방언은 말하기 언어로 사용되며, 공식적이지 않은 서신 등에서는 이를 문자화시켜 표현하며, 대중 대상의 소설이나 연극, 시가 등에서 지역 구어가 사용되기도 한다.
크게 걸프 방언, 힌쟈즈 방언, 이라크 방언, 시리아 방언, 레바논 방언, 팔레스티나 방언, 이집트 방언, 수단 방언, 마그리브 방언, 핫사니야 방언 등으로 나뉘며, 각 지역 안에서도 세분화된 방언들이 존재한다. 지역 뿐만 아니라, 생활 형태에 따라 지역을 넘어 유목민 방언, 농촌 방언, 도시 방언 등으로도 나뉠 수 있다.
현대 아랍권 세계에 있어서 푸스하와 암미야의 관계는, 중세 가톨릭 교회가 지배했던 시기의 라틴어와 로망스어군의 관계, 즉 후자가 전자로부터 파생되어, 여러 변종의 언어로 갈라져나가는 점에서 유사하다 볼 수 있다. 라틴어가 일상생활에서는 사어가 되었으나, 공적 대회 언어, 표기용 언어 등으로 통용됨에 반해, 로망스어군의 언어들은 실생활의 사용에 비해 표기되는 경향은 적었다는 점을 볼때 그러하다.
아랍어의 여러 방언 중 이집트 방언, 시리아 방언, 레바논 방언 등은 매스미디어에서 많이 사용되는 이유로 아랍권에서 통용되는 경우가 많은 반면, 같은 아랍어권이라 하더라도 서로 떨어진 지역에서 온 사람들 사이에는 각자의 방언으로는 회화에는 지장이 있을 수 있다. 예를 들면 마그리브 방언을 사용하는 모로코 인과 히쟈즈 방언을 사용하는 카타르 인이 만나서 각자의 방언으로 대화를 하면 통역사를 둬야할 정도라는 우스갯소리도 있다. 문어는 일상 생활에서 사용되는 경우는 거의 없이, 읽고 쓰거나 공적인 연설, 보도 등에서 사용되므로, 아랍어를 모국어로 하지 않는 사람이 현지에서 무리 없이 대화를 하기 위해서는 그 지역의 방언을 습득해야 할 필요가 있다. 즉, 기본적인 문어의 학습 외에 별도의 구어를 공부해야 할 필요가 있다.

## 문자
아랍어의 표기는, 통상 아랍 문자를 이용한다. 푸스하에는 아랍어 특유의 정서법이 규정되어 있으나, 방언(암미야)을 표기할 때도 이 아랍 문자를 이용한다. 몰타어에서는 라틴 문자 표기의 정서법이 사용된다.
아랍 문자 표기는 오른쪽에서 왼쪽으로 읽으며 숫자는 왼쪽에서 오른쪽으로 표기된다. 아랍 문자는 각각 홀로 사용될때의 독립형을 가지고 있다. 이 형태가 좌우의 문자가 이어져 표기될 때는 연결되는 형태인 어두형, 어중형, 어말형으로 변형된다. 이 외에는 예외적으로 바뀌지 않는 6개의 문자가 있다.
모음은 자음 문자의 위아래에 기호를 붙여 표기하는 형식을 띈다. 일상 생활에서는 모음 기호를 표기하지 않는 경우가 많아, 단어를 읽을 때 문장에서의 문법에 맞춰 모음을 판별해 읽어야 한다.

## 음운
- 자음 중에는 목구멍의 안에서 발음되는 [h] 나 [ɡ] 비슷한 발음 등, 독특한 자음이 포함되어 있다.
- 모음은 [a], [i], [u]의 세개의 단모음과, 이들 모음의 장모음, 이중모음으로 [ai], [au]가 있다.
- 철자법은 일반적으로는 자음 문자만으로 표기하는 경우가 많아, 모음 정보는 읽을 때 판단해서 읽어야 한다. 정확한 발음을 요구하는 꾸란 또는 교육용 자료에는 자음의 위아래에 아랍 문자의 모음 기호가 표기되기도 한다.

### 자음
|        |        | 순음  | 치음  | 치음   | 치조음 | 치조음   | 후치경음/ 경구개음 | 연구개음  | 구개수음  | 인두음 | 성문음 |
| 평음   | 강세음 | 순음  | 평음  | 강세음 |        |          | 후치경음/ 경구개음 | 연구개음  | 구개수음  | 인두음 | 성문음 |
| ------ | ------ | ----- | ----- | ------ | ------ | -------- | ------------------ | --------- | --------- | ------ | ------ |
| 비음   | 비음   | m /م/ |       |        | n /ن/  |          |                    |           |           |        |        |
| 파열음 | 무성음 |       |       |        | t /ت/  | tˤ /ظ/   |                    | k /كـ/    | q /ق/     |        | ʔ /ء/  |
| 파열음 | 유성음 | b /ب/ |       |        | d /د/  | dˤ /ص/   | d͡ʒ /ج/             | ɡ /ـك/    |           |        |        |
| 마찰음 | 무성음 | f /ف/ | θ /ث/ |        | s /س/  | sˤ /ض/   | ʃ /ش/              | x ~ χ /خ/ | x ~ χ /خ/ | ħ /ح/  |        |
| 마찰음 | 유성음 |       | ð /ذ/ | ðˤ /ط/ | z /ز/  |          |                    | ɣ ~ ʁ /غ/ | ɣ ~ ʁ /غ/ | ʕ /ع/  | ɦ /ه/  |
| 전동음 | 전동음 |       |       |        | r /ر/  |          |                    |           |           |        |        |
| 접근음 | 접근음 |       |       |        | l /لـ/ | (ɫ) /ـل/ | j /ي/              | w /و/     |           |        |        |

## 문법

### 명사와 형용사
아랍어 명사는 남성형과 여성형이라는 두 가지 문법적 성이 존재하며 주로 여성형 어미인 타마르부타를 추가하여 여성형임을 나타내나, 일부 어휘의 경우엔 타마르부타 없이 여성형으로 사용된다. 자연적 성 이외에도 타마르부타가 붙지 않고도 관습적으로 여성형으로 쓰이는 어휘가 존재하며, 자연적 성과는 관계 없이 타마르부타를 추가하여 여성형으로 간주하는 어휘 또한 존재한다. 
정관사를 통해 한정형과 비한정 개념을 나누며, 비한정 집합 명사에는 타마르부타를 붙이는 방식으로 집합적 개념과 개별 개체를 구분한다. 문법적 수는 단수와 복수 외에도 쌍수의 형태가 존재한다. 쌍수는 2를 뜻하는 수사를 사용하지 않고 어미 변화하여 쌍수의 의미를 나타낸다.
격은 주격과 대격, 속격의 세 가지 격으로 나뉘어 있는데, 이 세 가지 격으로 변화하는 명사를 3격 명사라 하며 주격과 대격으로 변하며 대격에 속격의 의미를 함께 지니는 2격 명사로 나뉜다. 이 격은 어미의 모음 변화로 구분하며, 전치사가 붙을 경우 속격 변화한다.
복수형은 기본이 되는 규칙 복수와 그 외 정해진 규칙으로 변화하는 불규칙 복수로 나뉜다. 아랍어 문법학자들은 8세기부터 아랍어의 기본 동사를 자음의 개수로 구분하기 시작했다. 이 기준에 따라 'فعل'이라는 동사에 모음을 달리 하는 방식으로 불규칙 복수 어휘의 규칙성을 찾아 설명하려 했다.
인칭대명사는 접미사의 형태로도 존재한다. 명사에 붙을 경우 소유의 의미를 나타내며, 동사에 붙을 경우 목적어를 나타낸다. 인칭대명사가 이러한 접미인칭사 대명사와 함께 쓰여서 강조의 의미를 나타내기도 한다.
일반적으로 아랍어 문법학자들은 어휘를 명사와 동사, 불변사로 분류하여 형용사와 명사를 같은 품사로 본다. 아랍어에서 형용사는 명사와 같은 어미 변화와 복수 변화를 거친다. 비교급과 최상급은 우위 표시 명사(اسم التفضيل)라 부르는데, 전치사와 쓰이면 비교의 의미를 더하고 한정형으로 만들어 최상급의 의미를 더한다.

### 동사
아랍어의 동사는, 히브리어와 유사하게, '그(남성)이 …했다'라는 뜻을 지닌 3인칭 남성형 단수 능동태 완료형을 원형으로 갖는다. 사전에서 동사를 찾을 때는, 이 형태를 찾는 식이 된다. 이 형태를 기본형 또는 제1형이라 한다.
제2형에서부터 제15형까지의 파생형이 있으나, 현대 아랍어에서는 제10형까지만을 사용한다. 제11형부터는 드물게 사용되며, 제9형은 원칙적으로 색채 또는 인체의 장애 등에 관련되는 의미의 단어이다. 이 파생형은 유럽 문법학자에 의해 고안된 개념이다. 한스 베어의 현대 문어 아랍어 사전을 시작으로, 여러 사전들이 어근 순으로 단어가 배열된 형태를 띤다.

## 방언

아랍어 방언 분포도

문어로서의 지위를 차지하는 표준 아랍어(푸스하)와 대립되는 구어 아랍어는 여러 방언/언어로 이루어지는데, 이들은 아랍권 전체에 분포하며 실제 언어생활에 사용된다.
- Arabic, Ancient North†【xna】 - 고대 북 아랍어†
- Arabic, Andalusian†【xaa】 - 안달루시아 아랍어
- Arabic, Algerian Saharan【aao】 - 알제리 사하라 아랍어
- Arabic, Tajiki【abh】 - 타지크 아랍어
- Arabic, Baharna【abv】 - 바레인 아랍어
- Arabic, Mesopotamian【acm】 - 메소포타미아 아랍어
- Arabic, Ta'izzi-Adeni【acq】 - 타이지 아데니 아랍어
- Arabic, Hijazi【acw】 - 히쟈즈 아랍어
- Arabic, Omani【acx】 - 오만 아랍어
- Arabic, Dhofari【adf】 - 도파리 아랍어
- Arabic, Tunisian【aeb】 - 튀니지 아랍어
- Arabic, Saidi【aec】 - 사이드 아랍어
- Arabic, Gulf【afb】 - 걸프 아랍어
- 레반트 아랍어(Levantine Arabic)
  - 남레반트 아랍어 (South Levantine【ajp】)
    - 레바논 아랍어 (Lebanese Arabic}}
    - 요르단 아랍어 (Jordanian Arabic}}
    - 팔레스티나 아랍어
    - 시리아 아랍어(Syrian Arabic)

  - 북레반트 아랍어 (Arabic, North Levantine【apc】
    - 북시리아 아랍어(North Syrian Arabic)

  - Arabic, Cypriot【acy】 - 키프러스 아랍어
  - Arabic, Eastern Egyptian Bedawi【avl】 - 이집트 동부 베드윈 아랍어(Bedawi Arabic)
- Arabic, Sudanese【apd】- 수단 아랍어
- Arabic, Standard【arb】 - 표준 아랍어
- Arabic, Algerian【arq】 - 알제리 아랍어
- Arabic, Najdi【ars】 - 나지드 아랍어
- Arabic, Moroccan【ary】 - 모로코 아랍어
- Arabic, Egyptian【arz】 - 이집트 아랍어
- Arabic, Uzbeki【auz】 - 우즈베키스탄 아랍어
- Arabic, Hadrami【ayh】 - 하드라미 아랍어
- Arabic, Libyan【ayl】 - 리비아 아랍어
- Arabic, Sanaani【ayn】 - 사나이 아랍어
- Arabic, North Mesopotamian【ayp】 - 북메소포타미아 아랍어
- Hassaniyya【mey】 - 핫사니아어
- Maltese【mlt】 - 몰타어
- Arabic, Chadian【shu】 - 차드 아랍어(Shuwa Arabic：슈와 아랍어)
- Arabic, Shihhi【ssh】 - 시히 아랍어
- Arabic, Siculo†【sqr】 - 시쿠로 아랍어
- Judeo-Arabic【jrb】 - 유다 아랍어
  - Arabic, Judeo-Iraqi【yhd】 - 유다 이라크 아랍어
  - Arabic, Judeo-Moroccan【aju】 - 유다 모로코 아랍어
  - Arabic, Judeo-Tripolitanian【yud】 - 유다 트리폴리타니아 아랍어
  - Arabic, Judeo-Tunisian【ajt】 - 유다 튀니지 아랍어
  - Arabic, Judeo-Yemeni【jye】 - 유다 예멘 아랍어

## 분포

아랍어가 유일한 공용어인 국가
아랍어가 주류 공용어인 국가
아랍어가 주류 공용어가 아닌 국가

아랍어 화자의 분포. 진한 푸른이 아랍어가 다수인 지역. 옅은 푸른은 소수의 아랍어 화자가 거주하는 지역을 가리킴

### 공용어로 지정한 국가
아시아
- 레바논 - 바레인 - 사우디아라비아 - 시리아
- 아랍에미레이트 - 예멘 - 이스라엘 - 이라크
- 오만 - 요르단 - 카타르 - 쿠웨이트 - 팔레스타인

아프리카
- 리비아 - 모로코 - 모리타니아 - 소말리아
- 수단 - 알제리 - 에리트리아 - 이집트
- 지부티 - 차드 - 코모로 - 튀니지

아랍어를 공용어로 하는 국가 중, 국민의 대다수가 아랍인인 국가는, 공용어로 푸스하, 일상 언어로는 안미야를 사용한다.
레바논의 경우, 마론파 등 그리스도교도도 다수 존재하나, 민족적으로는 아랍인이며, 대다수가 푸스하와 레바논 방언의 아랍어를 사용한다.
알제리의 경우, 국민 대다수가 아랍어를 사용하나, 카빌어 등 베르베르어 군의 언어 사용자도 있다.
이라크의 경우, 쿠르드인 거주 지역을 중심으로 쿠르드어도 사용되나, 아랍어 사용자가 대다수이다.
이스라엘의 경우, 과거 영국의 위임통치 시대의 팔레스티나 지역에서 영어, 아랍어 및 히브리어가 공용어로 사용되었으나, 1948년 이스라엘 건국 후, 아랍어와 히브리어가 공용어가 되었다.
그러나 유다계 이스라엘인의 아동 및 학생을 대상으로 한 초중등교육에서는, 공용어인 아랍어 대신 영어 교육을 중시하는 경향이, 아랍계 이스라엘인의 초중등교육에서는 아랍어 및 아랍문학 등을 중시하는 경향이 강하다. 벤야민 네타냐후 정권이 발족하며 2017년 5월 7일에 아랍어를 공용어에서 빼고 히브리어 만을 공용어로 하는 각의 결정이 결행되었다.
모리타니아는, 아랍어를 사용하는 무어인이 다수를 점하며, 아랍어가 아랍어를 공용어로 되어 있으나, 남부를 중심으로 아랍어를 사용하지 않는 흑인이 많고, 구 프랑스령인 관계로 프랑스어의 영향력이 강함.
수단도 아랍계가 다수를 점하나, 서부의 후르인 등 아랍어를 사용하지 않는 민족도 다수 존재하며, 분쟁이 끊이지 않는다. 공용어는 아랍어와 영어.

### 그 외의 국가에서의 아랍어
이슬람교가 전파되어 있는 지역에서는, 교리의 특성상 아랍어로 기술된 꾸란이 유일한 교전으로 되어 있는 관계로, 이슬람교의 예배에서는 반드시 아랍어로 꾸란을 낭송하도록 되어 있다.
아랍어 외의 꾸란은 인정되지 않으나, 꾸란의 번역본이 주해서로 널리 사용되기 때문에, 아랍어를 모국어로 하지 않아도 이슬람교의 예배에 참여하는 것은 가능하다. 그러나, 꾸란의 내용을 깊게 이해하기 위해서는 아랍어의 지식이 요구되는 관계로, 이슬람교가 퍼진 국가에는 아랍어의 학습이 널리 이루어지고 있다.
또한, 소수 민족으로 아랍인이 거주하는 지역에서도 아랍어가 사용된다. 페르시아어를 사용하는 이란의 경우, 남서부에 있는 후제스탄 주에는 아랍인이 다수 거주하고 있어, 아랍어가 통용된다.

### 아랍어를 공용어로 하는 국제기관
아랍어는 중국어, 영어, 스페인어에 이어 세계에서 4번째로 많은 화자 인구를 보유하고 있으며, 그 지역이 중동을 중심으로 한 지역에 밀집해있는 관계로, 언어로서는 큰 영향력을 갖고 있다. 이에 따라, 아랍어는 여러 국제기관에서 공용어로 채택되어 있다.
유엔은 1973년 아랍어를 공식 언어로 추가하여, 현재 영어, 프랑스어, 러시아어, 중국어, 스페인어를 포함 6개 공용어를 사용하고 있다.
아랍 연맹은 아랍권 국가의 협력기관으로, 유일한 공용어로 아랍어를 사용한다. 이슬람 협력 기구는 영어, 프랑스어와 함께 아랍어가 공용어로 지정되어 있다. 아프리카 연합 또한, 아랍어 사용 인구가 많은 국가가 다수 포함되어 있어, 영어, 프랑스어, 포르투갈어, 스와힐리어와 함께 아랍어가 공용어로 지정되어 있다.

## 같이 보기
- 양층언어
- 아랍 문학

## 참고 문헌
- 송경숙; 이종택 (2016년 3월 31일). 《아랍어 문법》. 삼지사. 1-2쪽.